# Félix Paiva
Félix Paiva (ur. 21 lutego 1877 w Caazapá, zm. 2 listopada 1965 w Asunción) – paragwajski prawnik i polityk, prezydent Paragwaju od 29 października 1921 do 7 listopada 1921 i od 13 sierpnia 1937 do 13 sierpnia 1939. W okresie od 15 sierpnia 1920 do 29 października 1921 pełnił funkcję wiceprezydenta Paragwaju.
Z wykształcenia był prawnikiem. Pracował jako nauczyciel akademicki, dochodząc do funkcji rektora.
Za drugiej prezydentury Paiva doszło do podpisania traktatu pokojowego w dniu 21 lipca 1938 między Paragwajem a Boliwią, kończącego wojnę o Chaco, która toczyła się w latach 1932–1935.